# Faune endémique de La Réunion
 (novembre 2024).

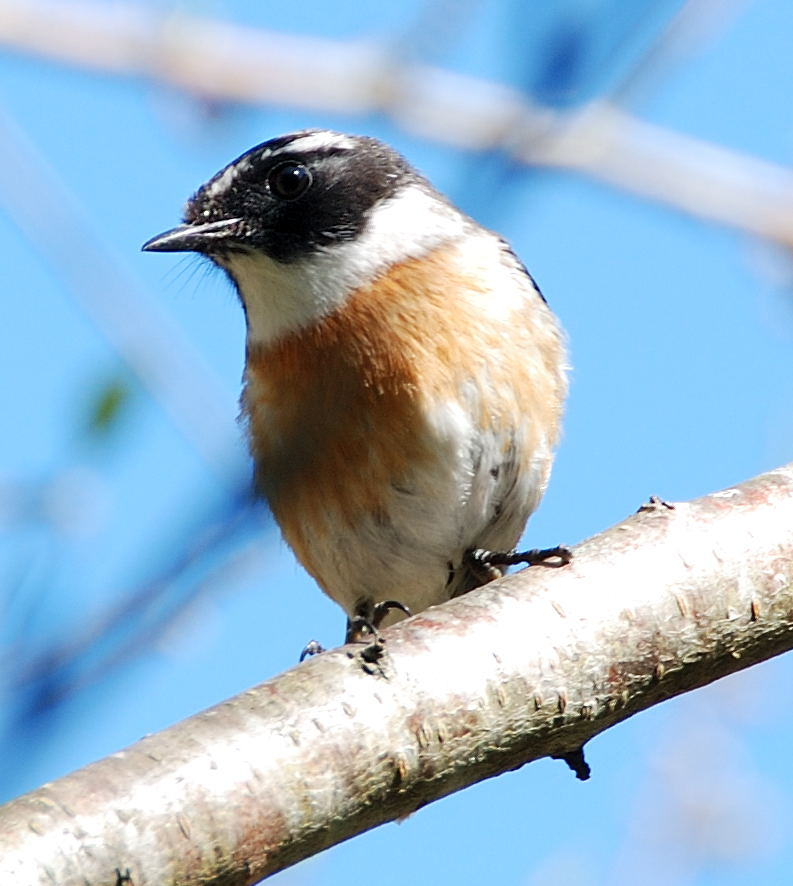
Le tec-tec, l'un des symboles de l'endémisme animal réunionnais.

Comme beaucoup d'îles voisines telles que Madagascar, La Réunion présente un fort taux d'endémisme, même animal.
Voici une liste des espèces animales endémiques de La Réunion, dont les noms scientifiques sont classés selon l'ordre alphabétique. Attention, cette liste n'est pas exhaustive et demande à être complétée.
- Haut – A
- B
- C
- D
- E
- F
- G
- H
- I
- J
- K
- L
- M
- N
- O
- P
- Q
- R
- S
- T
- U
- V
- W
- X
- Y
- Z

## A
- Aedes dufouri - Culicidae.
- Alopochen kervazoi - Ouette de La Réunion, éteinte.
- Antanartia borbonica - Vanesse de l'Obetie.
- Apolemichthys guezei.
- Apterograeffea reunionensis - Phasme du palmiste.

## C
- Caldwellia imperfecta.
- Callionymus aagilis.
- Channomuraena bauchotae
- Chlumetia borbonica - papillon nocturne
- Chromis durvillei - poisson
- Circus maillardi - rapace, Papangue, protégé mais en danger.
- Coracina newtoni - oiseau, Tuit-tuit, protégé mais en danger.
- Ctenophila salaziensis - gastéropode
- Ctenophila setiliris - gastéropode
- Ctenophila vorticella - gastéropode
- Cylindraspis indica - Tortue terrestre de Bourbon, éteinte.

## D
- Dryolimnas augusti - Râle de La Réunion. éteint
- Dupontia maillardi.
- Dupontia nitella.

## E
- Erepta setiliris -  gastéropode
- Erinna carinata  - gastéropode d'eau douce
- Elasmias cernicum
- Euplexia borbonica - un papillon nocturne

## F
- Falco duboisi - Crécerelle de Dubois, éteinte.
- Fregilupus varius - Étourneau de Bourbon, éteint.
- Fulica newtoni - Foulque des Mascareignes, éteint.

## G
- Gastrocopta eudelighhb
- Gibbulinopsis pupula.
- Glomeremus orchidophilus - insecte
- Gonospira bourguignati - gastéropode
- Gonospira cylindrella - gastéropode
- Gonospira deshayesi - gastéropode
- Gonospira funicula - gastéropode
- Gonospira turgidula - gastéropode
- Gonospira uvula - gastéropode
- Gulella antelmeana - gastéropode
- Gonospira versipolis - gastéropode [1]
- Gulella argoudi, éteint ?
- Gymnogaster buphthalmus.

## H
- Harmogenanina argentea - gastéropode
- Harmogenanina detecta - gastéropode - danger d'extinction imminente.
- Harmogenanina subdetecta  - gastéropode
- Hypsipetes borbonicus - oiseau, Bulbul de Bourbon, protégé.
- Hyalimax maillardi.

## L
- Lantzia carinata (syn.Erinna carinata) - gastéropode, danger d'extinction imminente.

## M
- Madgeaconcha gerlachi - gastéropode
- Malagarion borbonica, éteint.
- Mascarenachen kervazoi - Tadorne de La Réunion, éteint.
- Mascarenotus grucheti - Hibou de Gruchet, éteint.
- Mascarinus mascarinus - perroquet, Mascarin de La Réunion, éteint.
- Mascaromyia martirei, Dolichopodidae
- Mimoblennius lineoyhorax.
- Mormopterus francoismoutoui - chauve-souris, Petit molosse de La Réunion

## N
- Necropsittacus borbonicus - Perroquet rouge et vert, éteint.
- Neptis dumetorum
- Nesopupa incerta - gastéropode
- Nesopupa madgei - gastéropode
- Nesopupa micra - gastéropode
- Nesopupa morini - gastéropode
- Nesopupa incerta - gastéropode
- Nodularia cariei -  gastéropode, éteint.
- Nesoenas mayeri duboisi - Pigeon Rose de La Réunion, éteint
- Nycticorax duboisi - oiseau, Bihoreau de La Réunion, éteint.

## O
- Orthopodomyia reunionensis - Culicidae
- Oryctes borbonicus - insecte, Rhinocéros de Bourbon.
- Oryctes chevrolati.
- Oxyurichthys guibei - poisson de la famille des gobiidés.
- Omphalotropis albolabris.
- Omphalotropis antelmei.
- Omphalotropis expansilabris.
- Omphalotropis globosa.
- Omphalotropis picturata.
- Omphalotropis rangii.
- Omphalotropis rubens.
- Omphalotropis stevanovitchi.

## P
- Pachystyla bicolor, éteint.
- Papilio phorbanta - Papillon La Pâture.
- Parachma lequettealis - un papillon nocturne
- Parupeneus posteli.
- Phelsuma borbonica - Gecko vert des Hauts, protégé.
- Phelsuma inexpectata - Lézard vert de Manapany, protégé.
- Piletocera reunionalis - un papillon nocturne
- Piletocera viperalis - un papillon nocturne
- Pilula cordemoyi. - gastéropode
- Pilula praetumida - gastéropode - éteint[2]
- Plegma caelatura
- Porphyrio coerulescens - oiseau, Talève de La Réunion, éteint.
- Psittacula eques - Perruche verte de La Réunion, une sous-espèces sur les deux éteinte.
- Pseudobulweria aterrima - Pétrel de Bourbon, protégé mais en danger critique d'extinction.
- Pterodroma baraui - Pétrel de Barau, protégé.
- Pupilla pupula.

## R
- Raphus solitarius - Solitaire de La Réunion, éteint.

## S
- Salamis augustina - Salamide d'Augustine.
- Saxicola tectes - Tec-tec, protégé.
- Scelotes bojerii borbonica - Sous-espèce de Scinque de Bojer, éteinte.
- Scotophilus borbonicus- Chauve-Souris des Hauts, en danger critique/éteinte
- Septaria borbonica.
- Streptopelia picturata,-Tourterelle Malgache.

## T
- Terpsiphone bourbonnensis - Oiseau la Vierge, protégé.
- Trogloctenus briali.
- Tropidophora carinata, éteint.
- Tropidophora fimbriata, éteint.

## U
- Unio cariei, (mollusque gastéropode d'eau douce), éteint.
- Upeneus mascareinsis.

## X
- Xeinostoma inopinatum.

## Z
- Zosterops borbonicus - Oiseau blanc, protégé.
- Zosterops olivaceus - Oiseau vert, protégé.